# Kruškik
Krušik (en serbe cyrillique : Крушик) est un village de Bosnie-Herzégovine. Il est situé dans la municipalité de Gradiška et dans la république serbe de Bosnie. Selon les premiers résultats du recensement bosnien de 2013, il compte 1 265 habitants.

## Démographie

### Évolution historique de la population dans la localité
| 1948 | 1953 | 1961 | 1971 | 1981 | 1991   | 2013  |
| ---- | ---- | ---- | ---- | ---- | ------ | ----- |
| -    | -    | 227  | 621  | 898  | 1 074, | 1 265 |

|  |